# Naomie Harris

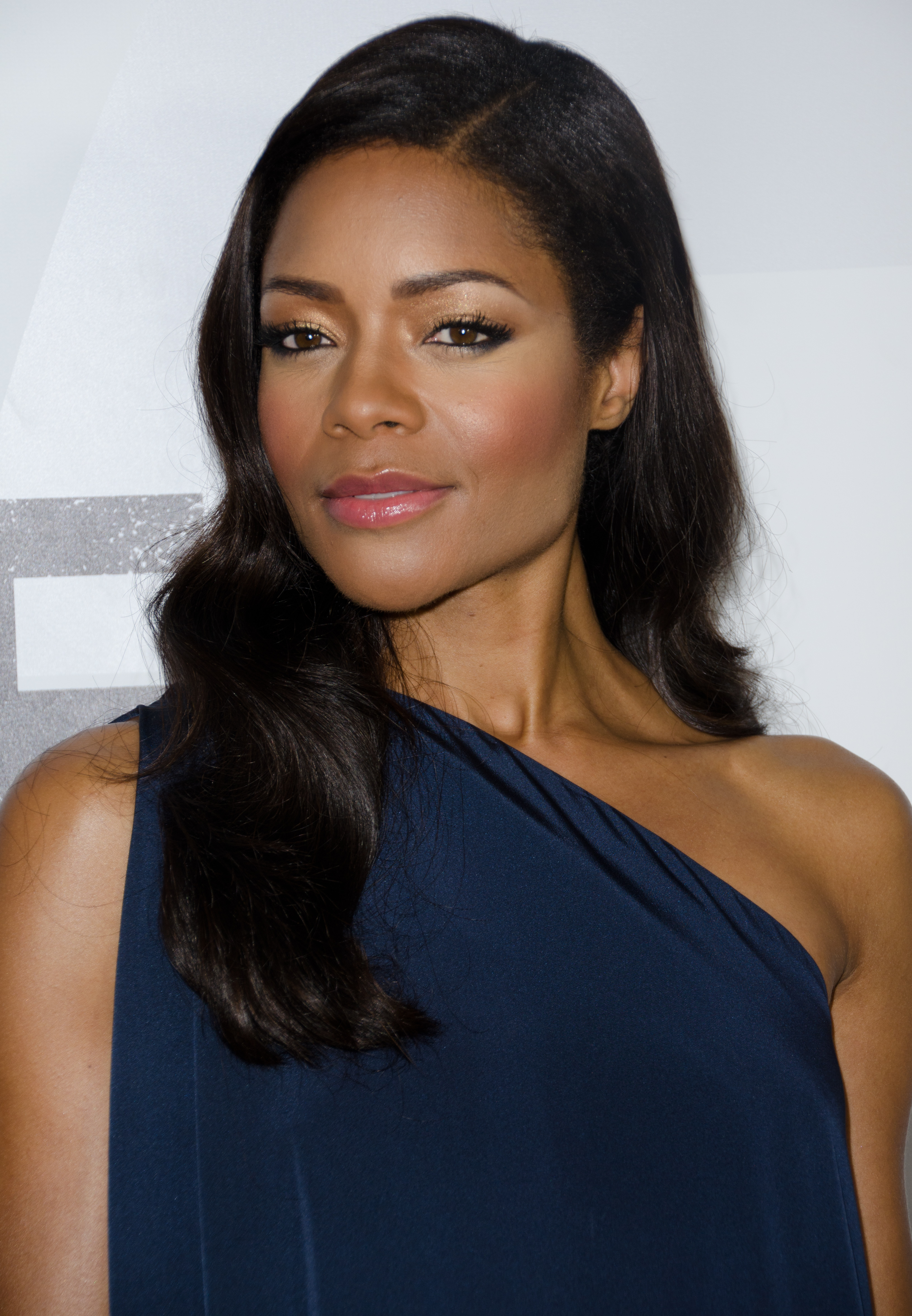
Naomie Harris (2012)

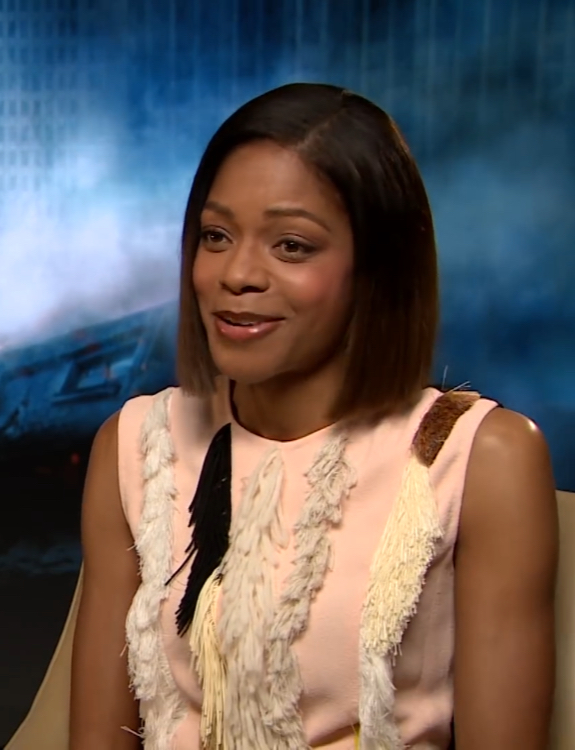
Naomie Harris (2018)

Naomie Melanie Harris (ur. 6 września 1976 w Londynie) – brytyjska aktorka.

## Życiorys
Wystąpiła m.in. jako Selene w filmie 28 dni później, Tia Dalma w serii Piraci z Karaibów oraz Eve Moneypenny w filmach o Bondzie.
Odznaczona Orderem Imperium Brytyjskiego IV klasy (OBE). Jej ojciec jest Trynidadczykiem, a matka Jamajką.

## Filmografia

### Filmy
- 2001: Crust jako recepcjonistka
- 2002: 28 dni później (28 Days Later...) jako Selena
- 2002: White Teeth jako Clara
- 2002: Living in Hope jako Ginny
- 2002: Anansi jako Carla
- 2002: Trial & Retribution V jako Tara Gray
- 2004: Trauma jako Elisa
- 2004: Po zachodzie słońca (After the Sunset) jako Sophie
- 2005: Tristram Shandy: Wielka ściema (A Cock and Bull Story) jako Jennie
- 2006: Piraci z Karaibów: Skrzynia umarlaka (Pirates of the Caribbean: Dead Man's Chest[1]) jako Tia Dalma
- 2006: Miami Vice jako Trudy Joplin
- 2007: Piraci z Karaibów: Na krańcu świata (Pirates of the Caribbean: At World's End[1]) jako Tia Dalma/Calypso
- 2008: Królowie ulicy (Street Kings) jako Linda Washington
- 2008: Sierpień (August) jako Sarrah
- 2008: Morris: A Life with Bells On jako Sonja
- 2008: Explicit Ills jako Jill
- 2008: Poppy Shakespeare jako Poppy Shakespeare
- 2009: My Last Five Girlfriends jako Gemma
- 2009: Ninja zabójca (Ninja Assassin) jako Mika Coretti
- 2009: Small Island jako Hortense
- 2010: The First Grader jako Jane Obinchu
- 2012: Skyfall[1] jako Eve Moneypenny
- 2013: Mandela: Droga do wolności (Mandela Long Walk To Freedom) jako Winnie Mandela
- 2015: Do utraty sił jako Angela Rivera
- 2015: Spectre[1] jako Eve Moneypenny
- 2016: Zdrajca w naszym typie jako Gail
- 2016: Moonlight[2][1] jako Paula, matka Chirona
- 2016: Ukryte piękno jako Madeline
- 2018: Rampage: Dzika furia (Rampage[1]) jako dr Kate Caldwell
- 2018: Mowgli: Legenda dżungli (Mowgli: Legend of the Jungle[1]) jako Nisha (głos)
- 2019: Policja i rasizm (Black and Blue[1]) jako Alicia
- 2021: Nie czas umierać (No Time to Die[2]) jako Eve Moneypenny
- 2021: Venom: Let There Be Carnage[2] jako Shriek
- 2021: Łabędzi śpiew (Swan Song) jako Poppy

### Seriale
- 2002–2003: Dinotopia jako Romana (gościnnie)
- 2002: Projekt (The Project) jako Maggie Dunn
- 1994–1995: The Tomorrow People jako Ami Jackson
- 1992–1993: Runaway Bay jako Shuku
- 1987: Simon and the Witch jako Joyce
- 2022: The Man Who Fell to Earth jako Justin Falls